# Setge de Leith
El setge de Leith es va produir el 1560 quan es va enviar un exèrcit anglès per ajudar les forces escoceses protestants del Regent Arran per expulsar la guarnició francesa de Leith, el port proper a Edimburg, Escòcia, comandada per la regent catòlica escocesa Maria de Guisa.

## El setge
La guarnició francesa de Leith havia arribat per invitació el 1548, per protegir la ciutat de la invasió anglesa durant el "Rough Wooing". Andre de Montalembert va arribar a Leith amb 8.000 soldats, i els anglesos es van veure obligats a retirar-se el 1549 a causa de les grans despeses de tropes. Els francesos van continuar reforçant les defenses de Leith el 1559, i Maria de Guisa va desembarcar 4.000 soldats francesos més. La reina Isabel I d'Anglaterra va ser pressionada per Thomas Howard, 4t duc de Norfolk, ordenant una resposta militar, enviant a l'almirall William Wynter i a una flota de vaixells de la Royal Navy a la zona de Firth of Forth. 6.000 soldats anglesos sota les ordres de Lord Gray de Wilton van marxar des de Berwick per unir-se als rebels protestants escocesos i expulsar els francesos d'Escòcia.
Les forces angleses més joves, mal formades, van ser derrotades per les forces professionals franceses, i Maria de Guisa va adonar-se que molts dels soldats enviats a lluitar a Leith eren nens; els bisbes d'Anglaterra havien rebutjat enviar homes grans a lluitar. Els senyors i sacerdots catòlics d'Anglaterra havien privat intencionadament l'exèrcit d'Isabel de soldats apropiats i van utilitzar la derrota per discutir l'eliminació d'Isabel. Isabel es va adonar de la profunditat de la conspiració contra ella i de la seva debilitat, i va acceptar les condicions de Maria de Guisa, per considerar casar-se amb el seu nebot, el duc d'Anjou. El setge es va acabar amb els termes del tractat d'Edimburg, que va substituir l'Auld Alliance d'Escòcia amb França per un tractat signat per Escòcia, Anglaterra i França.

## Context històric

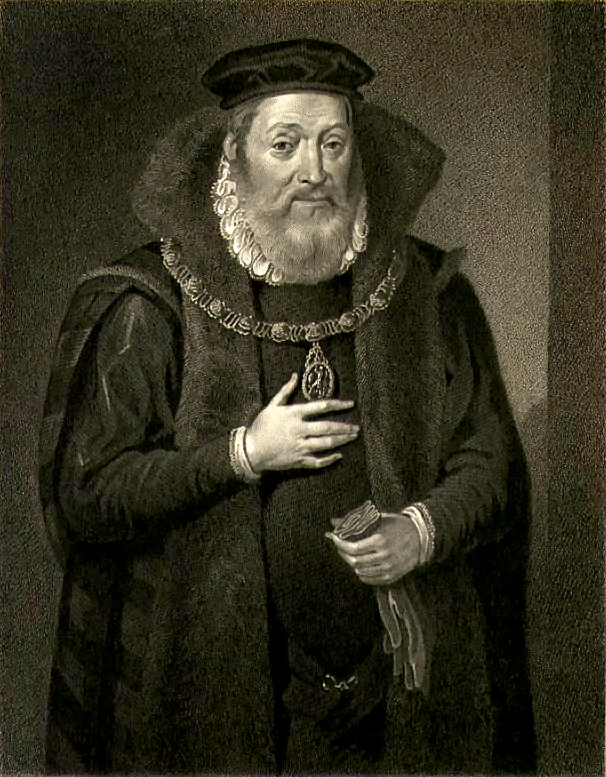
James Hamilton, Comte d'Arran, Regent d'Escòcia de 1542 a 1554

### L'Auld Alliance i la Reforma religiosa
Escòcia i França havien estat molt de temps aliats amb l'Auld Alliance, establerta en el segle xiii. Tanmateix, durant el segle xvi, van aparèixer divisions entre una facció profrancesa al Tribunal i els reformistes protestants. Els protestants van veure el francès com a influència catòlica i, quan el conflicte va esclatar entre les dues faccions, van demanar ajuda als protestants anglesos per expulsar els francesos d'Escòcia.

### Guerra del Rough Wooing

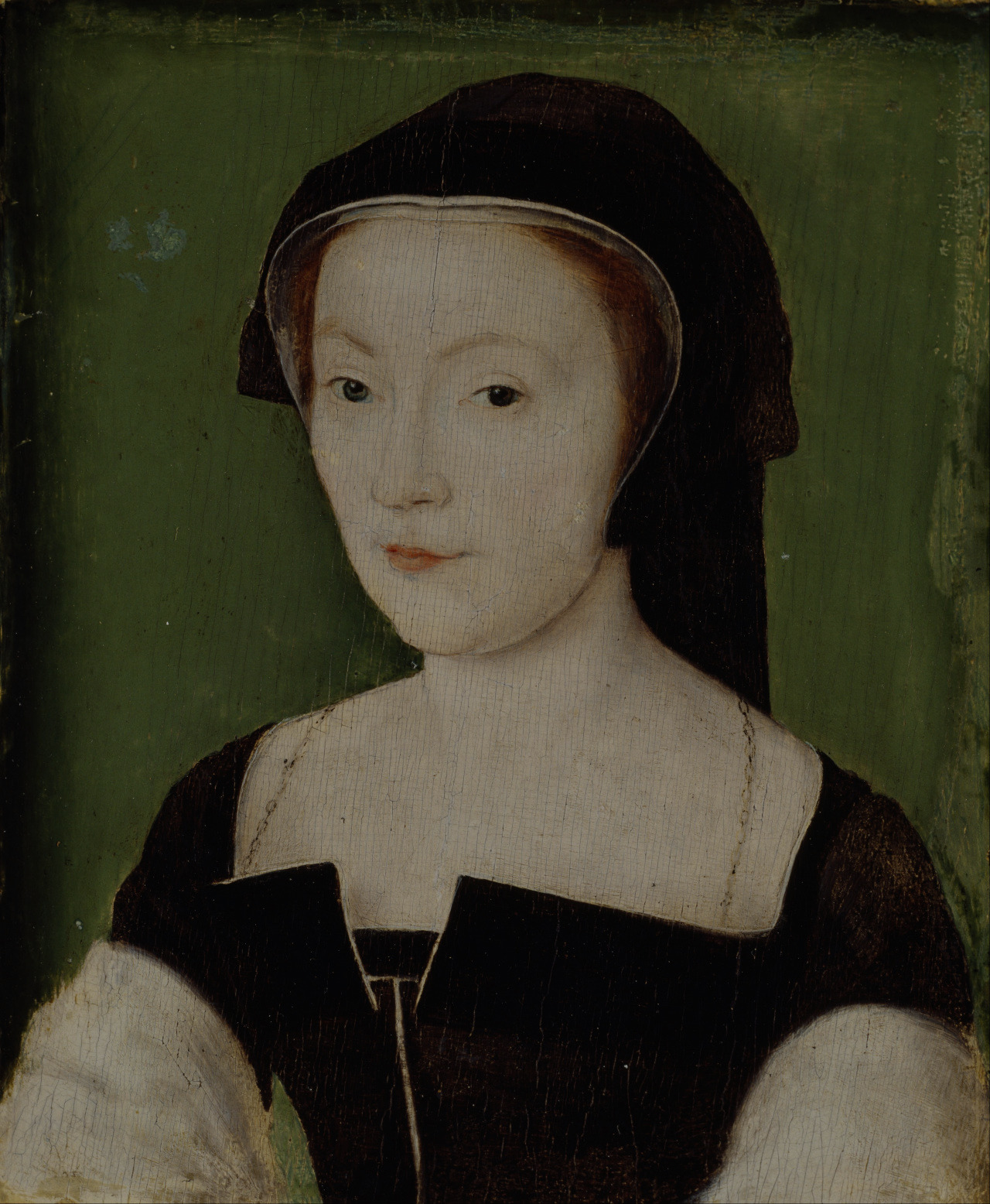
Maria de Guisa, Regent d'Escòcia de 1554 a 1560

El rei anglès Enric VIII va enfurir pel fet que els escocesos van renegar de l'acord inicial, i va declarar la guerra a Escòcia entre 1544–1549, un període que l'escriptor Walter Scott més tard va batejar com "Rough Wooing". El maig de 1544 un exèrcit anglès va arribar a Granton i va conquerir Leith per instal·lar artilleria pesada per l'assalt al Castell d'Edimburg, però es va retirar després de cremar la ciutat i el Holyrood House durant tres dies. Tres anys més tard, seguint una altra invasió anglesa i victòria a Pinkie Cleugh el 1547, els anglesos van intentar establir un "La Palissada" a Escòcia. Leith era d'importància estratègica a causa de la seva funció vital com a port d'Edimburg, gestionant el seu comerç estranger i els subministraments essencials. Els anglesos van arribar a Leith l'11 de setembre de 1547 i van acampar a Leith Links. L'enginyer militar Richard Lee va explorar al voltant de la ciutat el 12 de setembre per veure si era defensable. El 14 de setembre els anglesos van començar a cavar una trinxera al sud-est de Leith prop del Fiord de Forth. William Patten va escriure que la feina va ser feta tant per exercici quant a defensa, des de l'exèrcit només quedat per cinc dies.